# Roland Sparks
Roland Sparks es un ángel caído de la saga Oscuros escrita por la escritora estadounidense Lauren Kate. Él al igual que los demás jóvenes de la saga fueron creados por el Trono (Dios) para rendir adoración hacia él en el Cielo; también tiene el cargo de ser el ángel de la música.
En la próxima adaptación de Oscuros, Roland es interpretado por el actor Malachi Kirby.
Al principio de la saga Roland es de los pocos chicos del reformatorio de Espada y Cruz con quien tiene un acercamiento agradable Luce, ya que Roland parece ser un chico agradable con una cálida sonrisa; él es el más listo de los ángeles caídos, suele salirse con la suya cuando quiere, es el único que puede meter contrabando en el reformatorio de Espada y Cruz.

## Biografía
Roland estuvo en el cielo al igual que sus demás compañeros de la saga; él fue creado para adorar al Trono, sin embargo su vida en el cielo no se relata a lo largo de la historia; en el transcurso del primer libro Roland hace pocas apariciones.
A pesar de la poca historia que se habla de Roland en los libros, hay cierta parte de él que se cuenta en el libro La eternidad y un día. Este libro es un anexo donde se relatan cuatro historias de amor en un día de San Valentín en la época medieval en Inglaterra. De esas cuatro historias una es de Roland, donde nos cuenta Lauren Kate qué pasó ese día y nos revela que el amor estuvo presente en este ángel caído. Este libro es compartido con Luce, Daniel, Arriane, Shelby y Miles; dos parejas tienen una historia encantadora mientras que las otras dos, no.
En libro de La eternidad y un día, Lauren Kate nos cuenta como fue que Roland se enamoró y de quién: Roland era un peón en un castillo cerca de la comunidad de Londres en la época medieval. Él era el que alistaba los establos, los limpiaba y a veces ayudaba en la cocina. Rosaline era la hija menor del duque del castillo donde trabaja Roland. Rosaline tenía 17 años de edad, era de piel blanquizca, ojos de color y un cabello dorado que le llegaba hasta la cintura. Roland y Rosaline se enamoraron, pero su amor lo escondían por el estatus que había en esa época, además de que Roland era un simple peón, era o es de piel morena; ese era un gran impedimento para que los dos expresaran su amor.
Ambos son relatados como Romeo y Julieta debido a su amor inalcanzable y prohibido, además la manera en que ambos se miraban era muy cuidadosa. Roland siempre pasaba por debajo de la ventana de Rosaline para observarla o verla cuando se peinaba su largo cabello a la orilla de su ventana. A veces subía hasta su balcón o se miraban en los establos en las noches y se besaban.
Una noche Roland y Rosaline se citaron en el establo del castillo, ambos estaban solos, sólo los caballos los observaban. Después de una plática, besos y caricias, Roland le da un memorable y torpe poema a Rosaline, el cual era el siguiente:
Las cimas nevadas son insignificantes, en comparación con la deslumbrante Rosaline. La suave mirada de los gatitos es menos, en el regazo de Rosaline. Como los versos al poema, yo soy a Rosaline. El trabajo de elaborar una cesta, para luego portarla para Rosaline. Como la nuez supera a la cáscara, dicha nuez es Rosaline. El que los misterios busca, debería contemplar a Rosaline.
Después del soneto, era inimaginable pensar que un ángel de la música había podido escribir un poema tan tosco. Rosaline al oír dichas palabras frunció el ceño dando entender que no le había gustado, pero a pesar de eso Rosaline terminó tirando al ángel caído al heno para después besarse apasionadamente.
Cuando Roland decidió a enfrentar todo por Rosaline busca a Cam para que le dé consejos sobre qué hacer en la situación como la que está envuelto, Cam que se encontraba en aquel momento en Nueva Zelanda (antes de ser descubierta), le da consejos de lo que no esperaba escuchar, Cam había roto con Lilith por esos años y era el peor ángel en ese momento para pedirle consejos, lo que parecía una plática sin llegar a un acuerdo, se convirtió en realismo, Cam le dio muchos ejemplos sobre que su amor y el de ella eran imposibles, sobre todo por ser quien es en realidad él, un ángel caído desterrado del cielo y que además está del lado de la oscuridad, pero el punto más importante que se tocó fue la inmortalidad de Roland.
Cuando Roland y Cam terminan su plática, el ángel caído de piel oscura se retira, al llegar a Inglaterra hace lo que no quería hacer, se despide de Rosaline y termina su relación; después de varios años, Roland regresa, su vida alejado de Rosaline lo hizo pensar mucho lo que hubiera pasado si él le hubiera contado todo a Rosaline de su verdadera identidad, y de no haber escuchado los consejos de Cam de hacer lo que hizo, al final cuando Roland ve de nuevo a Rosaline esta ya está casada y con un hijo, al ver esto Roland se arrepiente de lo que hizo y descubre que su gran error fue dejar a Rosaline y no haberse arriesgado por los dos. 
En la actualidad Roland es muy amigo de Arriane y se presume que de Daniel también; él y Arriane comparten historias de amor por separado casi idénticas. Para él un ejemplo de amor verdadero es el de Luce y Daniel, y a veces los toma de ejemplo y cree en ellos. En Espada y Cruz es el chico que se encarga de pasar cosas de contrabando al reformatorio sin que se den cuenta las cámaras de seguridad, guardias y revisadores de inspección; nunca se sabe cómo ingresa las cosas a la escuela. En el primer libro se sabe que él está del lado de Cam o de Lucifer, esto hace decir a Arriane que lo traerán de vuelta a su lado algún día.

## Apariencia
Roland es de piel oscura, por esa razón ha sido víctima de racismo a lo largo de los siglos. Él tiene rastas color negro, que es una de sus principales características físicas más notables, tiene dientes rectos muy blancos y una sonrisa muy encantadora, sus alas son de color oro, son grandes y gruesas, y están un poco maltratadas.

## Personalidad
Es muy encantador, le gusta ayudar a las personas y a veces es tolerante, es muy diferente a Cam y a Molly, tiene intereses bastante nobles. A pesar de tener un pasado muy doloroso en el amor, él sigue creyendo en el y su ejemplo claro de amor son Luce y Daniel; es muy amigo de Arriane, a veces se les ve juntos en algunas escenas a lo largo de la historia.